# كارلوس روبن كانيتي
كارلوس روبن كانيتي (بالإسبانية: Carlos Rubén Cañete) (16 يوليو 1940 – 8 مارس 2003) هو ملاكم أرجنتيني راحل، مثّل بلاده في الألعاب الأولمبية الصيفية 1960.

## روابط خارجية
كارلوس روبن كانيتي على موقع بوكس ريك (الإنجليزية) (registration required)
- كارلوس روبن كانيتي على موقع أوليمبيديا (الإنجليزية)